# 纹兔袋鼠亚科
紋兔袋鼠亞科（學名：Lagostrophinae）是袋鼠科之下的一個亞科。

## 分類
本亞科只有下列兩個屬：
- 紋兔袋鼠屬 Lagostrophus
- Genus † Troposodon